# Cybomymar fasciifrons
Cybomymar fasciifrons är en stekelart som beskrevs av John S. Noyes och Valentine 1989. Cybomymar fasciifrons ingår i släktet Cybomymar och familjen dvärgsteklar. Inga underarter finns listade i Catalogue of Life.